# پارک ملی کوهستان رونزوری
پارک ملی کوهستان رونزوری (انگلیسی: Rwenzori Mountains National Park) یک پارک ملی و سایت میراث جهانی یونسکو در کوه‌های روانزوری اوگاندا است. این پارک به مساحت ۱٬۰۰۰ کیلومتر مربع، سومین کوه مرتفع قارهٔ آفریقا و آبشارها، دریاچه‌ها، و یخچال‌های طبیعی متعددی را در بر گرفته و به دلیل حیات گیاهی زیبای خود شناخته شده است. 

## نگارخانه

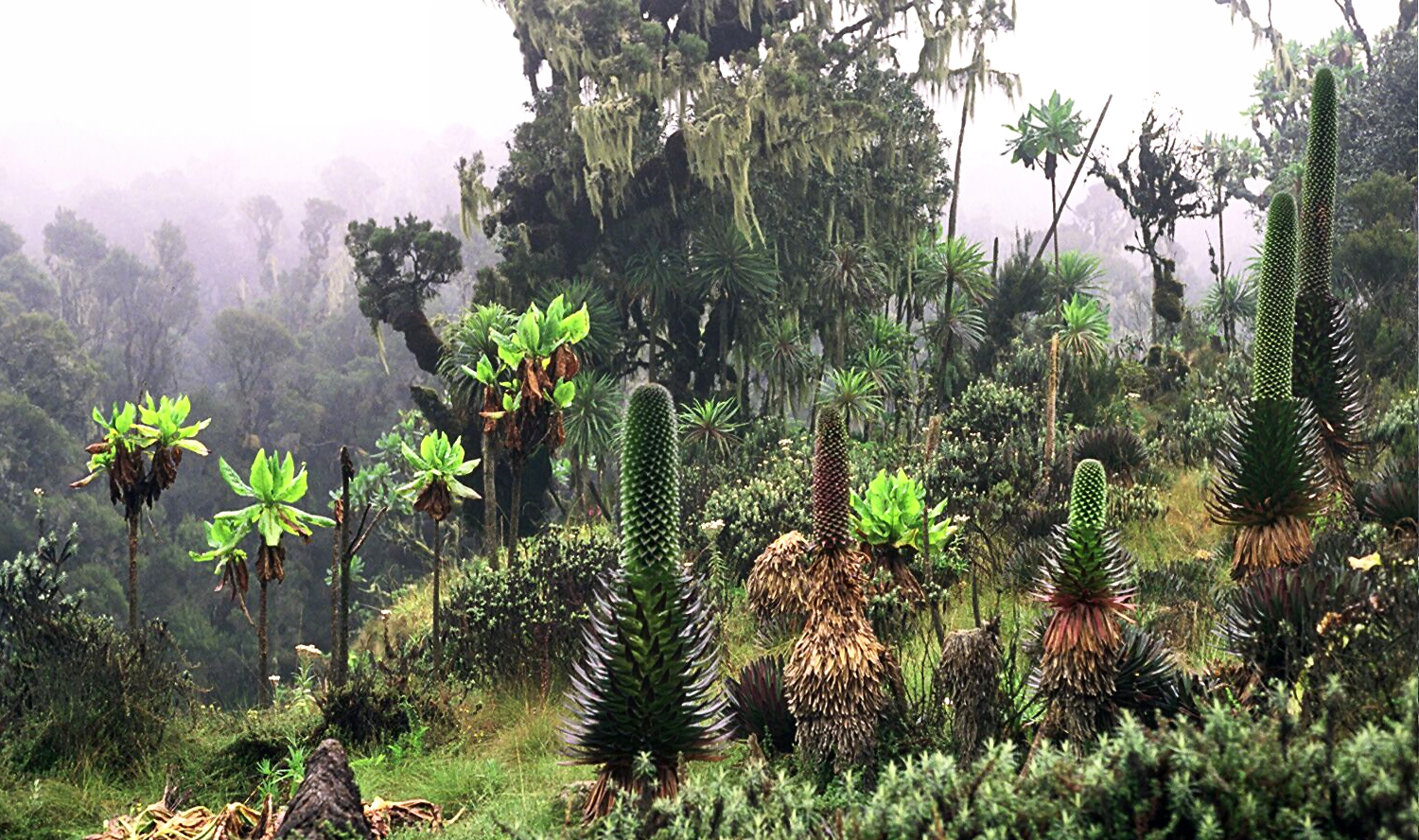
نمونه‌ای از پوشش گیاهی رونزوری